# Antonio Rodríguez Osuna
Antonio Rodríguez Osuna (nacido el 6 de marzo de 1975 en Mérida) es un político español, miembro del PSOE y alcalde de Mérida desde 2015.

## Biografía
Nacido en Mérida (España), tiene maestría en Administración y Dirección de Empresas; MBA Executive, por la Escuela de Negocios ITAE; y diplomado en Magisterio de Educación Física por la Universidad de Extremadura. También ha ejercido como empresario en el sector de la hostelería. Miembro del PSOE, fue concejal del Ayuntamiento de Mérida entre 1999 y 2004, siendo posteriormente asesor del vicepresidente de la Junta de Extremadura, y posteriormente jefe de gabinete en la consejería de Industria y Medio Ambiente de la Junta de Extremadura entre 2007 y 2011, año en el que pasa a ocupar un escaño en la Asamblea de Extremadura, siendo portavoz del Grupo Parlamentario Socialista en la comisión de Energía, Medio Ambiente y Deportes. En octubre de 2014 fue proclamado candidato del PSOE a la alcaldía de Mérida para las elecciones municipales de 2015, obteniendo 11 concejales frente a 8 del PP, 2 de Mérida Participa y 2 de Izquierda Unida, siendo proclamado alcalde de Mérida el 13 de junio de 2015. Tras las elecciones municipales del 26 de mayo de 2019 obtuvo mayoría absoluta, con 13 concejales, frente a 5 del PP, 3 de Ciudadanos, 2 de Unidas por Mérida y 2 de Vox. En 2023 volvió a presentarse a la reelección ampliando la mayoría absoluta con 14 concejales, por 6 del PP, 2 de Vox, 2 de XMérida, y 1 de Unidas por Mérida.

## Cargos desempeñados
- Concejal del Ayuntamiento de Mérida (1999-2004).
- Asesor del Vicepresidente de la Junta de Extremadura (2004-2007).
- Jefe de Gabinete del Consejero de Industria y medio Ambiente de la Junta de Extremadura (2007-2011).
- Diputado por la provincia de Badajoz en la Asamblea de Extremadura (2011-2015).
- Alcalde de Mérida (Desde 2015).